# 疾風ザブングル/乾いた大地
『疾風ザブングル/乾いた大地』（しっぷうザブングル/かわいただいち）は、串田アキラのシングル。1982年2月10日にキングレコード（スターチャイルドレーベル）から発売された。型番はK06S-3025。

## 概要
表題曲「疾風ザブングル」は、名古屋テレビ・テレビ朝日系テレビアニメ『戦闘メカ ザブングル』のオープニングテーマとして使用された。カップリングには、同じく串田アキラが歌う同作エンディングテーマ「乾いた大地」が収録されている。どちらも、作詞は井荻麟は、作曲・編曲は馬飼野康二。作詞の井荻麟とは、アニメ番組『戦闘メカ ザブングル』の監督である富野由悠季の筆名である。歌唱の串田アキラは「串田あきら」名義となっている。
また、「疾風ザブングル」は、1983年7月に松竹系にて公開された劇場用アニメ映画『ザブングル グラフィティ』のオープニングテーマとして使用された。
1988年12月21日には8cmCDシングル（型番：K10X-23052）として再発売された。

## 解説
1981年に『太陽戦隊サンバルカン』の主題歌で特撮ソングのデビューを果たしていた串田にとって、初のアニメソングとなる。唯一無二の「ハイカロリーな」串田の歌唱は、この後、アニメ、特撮を問わずに数々の「名主題歌」を生み出してゆくことになった。

### 疾風ザブングル
番組オープニング曲「疾風ザブングル」は「勇猛果敢」という言葉が似あう曲となっており、対照的にエンディング曲「乾いた大地」の曲調は優しく静かで、心安らぐ雰囲気すらある。そこに串田の歌唱力が合わさって力強い曲となっている。
「疾風ザブングル」の演奏は疾走するかのようなストリングスの旋律、鼓舞するかのようなホーンセクション、全編にわたってカスタネットが鳴り響き、初期のGASTUNKに通じるものがある。また、串田の歌唱はメロディーの裏で軽快に鳴り続けるカスタネットやホーンに埋もれることなく、技量と熱量をもって、濁点だらけの番組タイトルをハイテンションに連呼することによって、さらなるダイナミズムを生み出している。後のアニメ主題歌では希少となる武骨な「男くささ」や「泥臭さ」を感じる。歯切れよくドライに進行するAメロとサビにかけてメロディーは徐々に哀愁を帯びていく。
ねとらぼ調査隊によって2022年8月7日から同年8月14日に行われた「串田アキラが歌うアニメソングで一番好きなのは?」というテーマでのWebアンケートでは、全829票中、207票を獲得して「疾風ザブングル」が第1位であった。

### 乾いた大地
富野の監督作品として前作になる『伝説巨神イデオン』のエンディングテーマ「コスモスに君と」（作詞:井荻麟、作曲:すぎやまこういち、歌:戸田恵子）は「死の匂い」を感じさせる歌詞であるが、「乾いた大地」もベクトルこそ違えど同様に「死の匂い」を感じさせる歌詞となっており、富野らしい歌詞とも言える。演奏にはティンパニとカスタネットが使用されている。
歌唱の串田は、「乾いた大地」について「詞の意味が凄く難しかった」と回想しており、後にテレビアニメの映像を観て、「大変なことが起きているからこういう詞なんだ」と理解したと語っている。

## 収録曲
- 全曲作詞：井荻麟／作曲・編曲：馬飼野康二

1. 疾風ザブングル - 3:40
2. 乾いた大地 - 3:05

## カバー
『テレビ映画ヒット主題歌集』（ORF-3003、1982年発売）
おぼたけし - オレンジハウス・レコード（徳間ジャパンコミュニケーションズ）による「疾風ザブングル」のカバーを収録。
『水木一郎 アニメベストコレクション』（CQ-7074、1982年10月発売）
水木一郎 - コロムビアレコード（日本コロムビア）による「疾風ザブングル」のカバーを収録。